# Rollo-Davidson-Preis
Der Rollo-Davidson-Preis ist ein jährlich an Wahrscheinlichkeitstheoretiker vergebener Preis für vielversprechende Leistungen am Anfang ihrer Karriere. Er ist nach Rollo Davidson (1944–1970) benannt, einem britischen Mathematiker, der beim Bergsteigen verunglückte. Der Preis wird vom Rollo Davidson Trust am Churchill College der Universität Cambridge seit 1976 verliehen.

## Preisträger
- 1976 Brian D. Ripley
- 1977 Olav Kallenberg
- 1978 Zhen-ting Hou
- 1979 Frank Kelly
- 1980 David Aldous, Erik Jørgensen
- 1981 John Charles Gittins
- 1982 Ruben Ambartzumian, Persi Diaconis
- 1983 Edwin A. Perkins
- 1984 Martin Thomas Barlow, Chris Rogers
- 1985 Piet Groeneboom, Terence Lyons
- 1986 Peter Gavin Hall und Jean-François Le Gall
- 1987 Yao-chi Yu, Jie-zhong Zou, Andrew Carverhill
- 1988 Peter Baxendale, Imre Z. Ruzsa, Gábor J. Székely
- 1989 Geoffrey Grimmett, Rémi Léandre
- 1990 Steven Evans
- 1991 Alain-Sol Sznitman
- 1992 Krzysztof Burdzy
- 1993 Gérard Ben Arous,  Robin Pemantle
- 1994 Thomas Mountford, Laurent Saloff-Coste
- 1995 Philippe Biane, Yuval Peres
- 1996 Bruce Driver, Jean Bertoin
- 1997 James Norris, Martin Schweizer
- 1998 Davar Khoshnevisan, Wendelin Werner
- 1999 Raphaël Cerf,  Gareth Roberts
- 2000 Kurt Johansson, David Wilson
- 2001 Richard Kenyon
- 2002 Stanislaw Smirnow, Balaji Prabhakar
- 2003 Alice Guionnet
- 2004 Alexander Holroyd, Itai Benjamini
- 2005 Olle Hãggstrõm, Neil O’Connell
- 2006 Scott Sheffield
- 2007 Remco van der Hofstad
- 2008 Brian Rider, Bálint Virág
- 2009 Grégory Miermont
- 2010 Sourav Chatterjee, Gady Kozma
- 2011 Christophe Garban, Gábor Pete
- 2012 Vincent Beffara, Hugo Duminil-Copin
- 2013 Allan Sly, Eyal Lubetzky
- 2014 Paul Bourgade, Ivan Corwin
- 2015 Nicolas Curien, Jason P. Miller
- 2016 Omer Angel, Jean-Christophe Mourrat, Hendrik Weber
- 2017 Jian Ding, Nike Sun
- 2018 Nicolas Perkowski
- 2019 Tom Hutchcroft, Vincent Tassion
- 2020 Roland Bauerschmidt, Ewain Gwynne
- 2021 Ioan Manolescu, Daniel Remenik
- 2022 Amol Aggarwal, Konstantin Tikhomirov
- 2023 Duncan Dauvergne, Nina Holden, Xin Sun
- 2024 Pierre-Francois Rodriguez, Tianyi Zheng, Ilya Chevyrev
- 2025 Hao Shen, Eliran Subag, Mark Sellke